# Джефри Джей
Джефри Джей (на италиански: Jeffrey Jey, роден Джанфранко Рандоне, понякога наричан Кори Рандън) е италиански певец, участвал в групите Блис Тийм (1992 – 1998) и Айфел 65 (1998 – 2005). Понастоящем е член на състава Блум 06, който основава заедно с бившия член на Айфел 65 Маури Лобина през 2006.